# Discografia de Lee Tae-min
A discografia do cantor sul-coreano Lee Tae-min (mas frequentemente creditado apenas como Taemin), é composta por um álbum de estúdio, dois extended play, cinco singles – quatro como artista principal e um como artista convidado – e três aparições em trilhas sonoras. Taemin lançou seu primeiro EP, intitulado Ace em agosto de 2014, junto com sua faixa-título "Danger". Em fevereiro de 2016, lançou seu primeiro álbum de estúdio, intitulado Press It, com a faixa-título "Press Your Number". O álbum alcançou a primeira posição nas paradas do iTunes no Japão, Vietnã, Taiwan, Singapura, Tailândia, Finlândia e Hong Kong. Também foi o álbum mais vendido nos gráficos Hanteo e Synnara durante a sua primeira semana, além de vender mais de 76.000 cópias em seu primeiro mês na Coreia do Sul. "Press Your Number" estreou na 79ª posição no Japan Hot 100, sendo a primeira música de Taemin a aparecer no gráfico. Em julho de 2016, lançou seu primeiro EP em japonês, intitulado Solitary Goodbye, incluindo 4 novas músicas e versão japonesa de "Press Your Number". O álbum vendeu mais de 38 mil no primeiro dia de lançamento, e subiu para o terceiro lugar na parada de álbuns diários no Japão. Em julho de 2017 lançou seu segundo EP japonês, Flame of Love. Depois do lançamento alcançou imediatamente a primeira posição nas paradas de álbuns do país vendo mais de 45 mil cópias. Taemin lançou seu segundo álbum coreano, Move, em outubro de 2017.

## Álbuns

### Álbuns de estúdio
| Título   | Detalhes do álbum | Melhores posições nas paradas | Melhores posições nas paradas | Melhores posições nas paradas | Melhores posições nas paradas | Melhores posições nas paradas | Melhores posições nas paradas | Vendas                       |
| Título   | Detalhes do álbum | KOR Gaon                      | JPN Oricon                    | TW Five                       | US World                      | US Heart                      | US Indie                      | Vendas                       |
| -------- | --- | ----------------------------- | ----------------------------- | ----------------------------- | ----------------------------- | ----------------------------- | ----------------------------- | ---------------------------- |
| Press It | - Lançamento: 23 de fevereiro de 2016 - Gravadora: S.M. Entertainment, KT Music - Formatos: CD, download digital                                                 | 1                             | 15                            | 1                             | 2                             | 7                             | 31                            | - KOR: 116,232 - JPN: 2,682+ |
| Move     | - Lançamento: 16 de outubro de 2017 - Relançamento (Move-ing): 10 de dezembro de 2017 - Gravadora: S.M. Entertainment, KT Music - Formatos: CD, download digital | 2                             | 11                            | —                             | 3                             | —                             | —                             | - KOR: 163,664 - JPN: 15,813 |
| Taemin   | - Lançamento: 28 de Novembro de 2018 - Gravadora: EMI Records Japan, Universal Music Japan - Formatos: CD, Download digital                                      | —                             | 2                             | —                             | —                             | —                             | —                             | - JPN: 66,929                |

### Extended plays
| Título                                                                                   | Detalhes do álbum | Melhores posições nas paradas | Melhores posições nas paradas | Melhores posições nas paradas | Melhores posições nas paradas | Melhores posições nas paradas | Vendas                                                |
| Título                                                                                   | Detalhes do álbum | KOR Gaon                      | JPN Oricon                    | TW Five                       | US World                      | US Heart                      | Vendas                                                |
| Coreano                                                                                  | Coreano | Coreano                       | Coreano                       | Coreano                       | Coreano                       | Coreano                       | Coreano                                               |
| ---------------------------------------------------------------------------------------- | --- | ----------------------------- | ----------------------------- | ----------------------------- | ----------------------------- | ----------------------------- | ----------------------------------------------------- |
| Ace                                                                                      | - Lançamento: 18 de agosto de 2014 - Gravadora: S.M. Entertainment, KT Music - Formatos: CD, Digital download            | 1                             | 13                            | 2                             | 2                             | 20                            | - KOR: 95,756+                                        |
| Want                                                                                     | - Lançamento: 11 de Fevereiro de 2019 - Gravadora: S.M. Entertainment, KT Music - Formatos: CD, Digital download         | 1                             | 11                            | —                             | 5                             | 4                             | - KOR: 120,880 - CHN: 20,307 - JPN: 4,943 - US: 1,000 |
| Japonês                                                                                  | |                               |                               |                               |                               |                               |                                                       |
| Sayonara Hitori                                                                          | - Lançamento: 27 de julho de 2016 - Gravadora: EMI Records Japan, Universal Music Japan - Formatos: CD, Digital download | —                             | 3                             | —                             | —                             | —                             | - JPN: 49,190+                                        |
| Flame of Love                                                                            | - Lançamento: 18 de julho de 2017 - Gravadora: EMI Records Japan, Universal Music Japan - Formatos: CD, Digital download | —                             | 2                             | 1                             | —                             | —                             | - JPN: 51,752+                                        |
| Famous                                                                                   | - Lançamento: 4 de agosto de 2019 - Gravadora: EMI Records Japan, Universal Music Japan - Formatos: CD, Digital download | —                             | 1                             | —                             | —                             | —                             | - JPN: 54,446                                         |
| "—" indica lançamentos que não figuraram nas paradas ou não foram lançados nessa região. | |                               |                               |                               |                               |                               |                                                       |

## Singles

#### Como artista principal
| Título                                                                                   | Ano     | Melhores posições nas paradas | Melhores posições nas paradas | Melhores posições nas paradas | Melhores posições nas paradas | Vendas               | Álbum                       |
| Título                                                                                   | Ano     | KOR Gaon                      | CHN Alibaba                   | JPN Oricon                    | US World                      | Vendas               | Álbum                       |
| Coreano                                                                                  | Coreano | Coreano                       | Coreano                       | Coreano                       | Coreano                       | Coreano              | Coreano                     |
| ---------------------------------------------------------------------------------------- | ------- | ----------------------------- | ----------------------------- | ----------------------------- | ----------------------------- | -------------------- | --------------------------- |
| "Danger"                                                                                 | 2014    | 5                             | —                             | —                             | 4                             | - KOR (DL): 192,847+ | Ace                         |
| "Drip Drop"                                                                              | 2016    | 44                            | —                             | —                             | 4                             | - KOR (DL): 58,997+  | Press It                    |
| "Press Your Number"                                                                      | 2016    | 15                            | —                             | 79                            | 3                             | - KOR (DL): 125,709+ | Press It / Solitary Goodbye |
| "Move"                                                                                   | 2017    | 12                            | 4                             | —                             | 4                             | - KOR (DL): 60,278+  | Move                        |
| Japonês                                                                                  |         |                               |                               |                               |                               |                      |                             |
| "Goodbye (Sayonara Hitori)"                                                              | 2016    | 121                           | 51                            | 39                            | 14                            | - KOR (DL): 24,426+  | Solitary Goodbye            |
| "Flame of Love"                                                                          | 2017    | —                             | 12                            | 60                            | —                             | —                    | Flame of Love               |
| "—" indica lançamentos que não figuraram nas paradas ou não foram lançados nessa região. |         |                               |                               |                               |                               |                      |                             |

#### Como artista convidado
| Título                                                                                   | Ano  | Melhores posições nas paradas | Melhores posições nas paradas | Melhores posições nas paradas | Vendas               | Álbum |
| Título                                                                                   | Ano  | KOR Gaon                      | KOR Billboard                 | US World                      | Vendas               | Álbum |
| ---------------------------------------------------------------------------------------- | ---- | ----------------------------- | ----------------------------- | ----------------------------- | -------------------- | ----- |
| "Trap" (Henry participação de Taemin e Kyuhyun)                                          | 2013 | 28                            | 18                            | 5                             | - KOR (DL): 366,691+ | Trap  |
| "—" indica lançamentos que não figuraram nas paradas ou não foram lançados nessa região. |      |                               |                               |                               |                      |       |

## Trilhas sonoras
| Título                                                                                   | Ano  | Melhores posições nas paradas | Melhores posições nas paradas | Vendas               | Álbum                                          |
| Título                                                                                   | Ano  | KOR Gaon                      | KOR Billboard                 | Vendas               | Álbum                                          |
| ---------------------------------------------------------------------------------------- | ---- | ----------------------------- | ----------------------------- | -------------------- | ---------------------------------------------- |
| "U"                                                                                      | 2012 | 107                           | 85                            | - KOR (DL): 28,336+  | To the Beautiful You OST                       |
| "Steps"                                                                                  | 2014 | 37                            | 66                            | - KOR (DL): 41,730+  | Prime Minister and I OST                       |
| "That Name" (com Jonghyun)                                                               | 2015 | 36                            | —                             | - KOR (DL): 102,429+ | Who Are You: School 2015 OST                   |
| "What's This Feeling"                                                                    | 2017 | —                             | —                             | —                    | Final Life: Even if You Disappear Tomorrow OST |
| "—" indica lançamentos que não figuraram nas paradas ou não foram lançados nessa região. |      |                               |                               |                      |                                                |

## Outras aparições
| Título                                                                                   | Ano  | Melhores posições nas paradas | Vendas              | Álbum                                   |
| Título                                                                                   | Ano  | KOR Gaon                      | Vendas              | Álbum                                   |
| ---------------------------------------------------------------------------------------- | ---- | ----------------------------- | ------------------- | --------------------------------------- |
| "Maxstep" (como parte do Younique Unit)                                                  | 2012 | —                             | - KOR (DL): 15,420+ | PYL Younique Volume 1                   |
| "Spectrum" (como parte do SM The Performance)                                            | 2012 | 43                            | - KOR (DL): 58,298+ | Lançamento sem álbum                    |
| "You Are A Miracle" (com vários artistas)                                                | 2013 | 32                            | - KOR (DL): 53,496+ | 2013 SBS Gayo Daejun Friendship Project |
| "Because I Love You"                                                                     | 2015 | 115                           | - KOR (DL): 16,662+ | 2015 Gayo Daejun Limited Edition        |
| "—" indica lançamentos que não figuraram nas paradas ou não foram lançados nessa região. |      |                               |                     |                                         |

## Outras músicas que entraram nas paradas
| Título                                                                                   | Ano     | Melhores posições nas paradas | Melhores posições nas paradas | Melhores posições nas paradas | Vendas              | Álbum         |
| Título                                                                                   | Ano     | KOR Gaon                      | CHN Alibaba                   | US World                      | Vendas              | Álbum         |
| Coreano                                                                                  | Coreano | Coreano                       | Coreano                       | Coreano                       | Coreano             | Coreano       |
| ---------------------------------------------------------------------------------------- | ------- | ----------------------------- | ----------------------------- | ----------------------------- | ------------------- | ------------- |
| "Pretty Boy" (com participação de Kai)                                                   | 2014    | 33                            | —                             | 15                            | - KOR (DL): 53,588+ | Ace           |
| "Ace"                                                                                    | 2014    | 42                            | —                             | 25                            | - KOR (DL): 44,513+ | Ace           |
| "Experience"                                                                             | 2014    | 62                            | —                             | —                             | - KOR (DL): 30,118+ | Ace           |
| "Play Me"                                                                                | 2014    | 68                            | —                             | —                             | - KOR (DL): 27,598+ | Ace           |
| "Wicked"                                                                                 | 2014    | 70                            | —                             | —                             | - KOR (DL): 27,180+ | Ace           |
| "Soldier"                                                                                | 2016    | 59                            | —                             | —                             | - KOR (DL): 58,997+ | Press It      |
| "Already"                                                                                | 2016    | 82                            | —                             | —                             | - KOR (DL): 27,668+ | Press It      |
| "Guess Who"                                                                              | 2016    | 94                            | —                             | —                             | - KOR (DL): 24,525+ | Press It      |
| "Mystery Lover"                                                                          | 2016    | 101                           | —                             | —                             | - KOR (DL): 25,095+ | Press It      |
| "Sexuality"                                                                              | 2016    | 104                           | —                             | —                             | - KOR (DL): 25,072+ | Press It      |
| "Hypnosis"                                                                               | 2016    | 105                           | —                             | —                             | - KOR (DL): 25,044+ | Press It      |
| "One By One"                                                                             | 2016    | 108                           | —                             | —                             | - KOR (DL): 23,815+ | Press It      |
| "Until Today"                                                                            | 2016    | 113                           | —                             | —                             | - KOR (DL): 23,182+ | Press It      |
| Japonês                                                                                  |         |                               |                               |                               |                     |               |
| "I'm Crying"                                                                             | 2017    | —                             | 10                            | —                             | —                   | Flame of Love |
| "DOOR"                                                                                   | 2017    | —                             | 35                            | —                             | —                   | Flame of Love |
| "Do It Baby"                                                                             | 2017    | —                             | 57                            | —                             | —                   | Flame of Love |
| "いつかここで (Itsuka Kokode)"                                                           | 2017    | —                             | 79                            | —                             | —                   | Flame of Love |
| "—" indica lançamentos que não figuraram nas paradas ou não foram lançados nessa região. |         |                               |                               |                               |                     |               |

## Videoclipes
| Ano     | Título              | Diretor                 |
| Coreano | Coreano             | Coreano                 |
| ------- | ------------------- | ----------------------- |
| 2014    | "Danger"            | —                       |
| 2016    | "Drip Drop"         | —                       |
| 2016    | "Press Your Number" | —                       |
| 2017    | "Move"              | —                       |
| Japonês |                     |                         |
| 2016    | "Solitary Goodbye"  | Ninomiya "NINO" Daisuke |
| 2017    | "Flame of Love"     | Ninomiya "NINO" Daisuke |

## Composições
A lista a seguir mostra os créditos de composição de Taemin.
| Ano  | Canção              | Álbum    | Artista | Outro(s) compositor(es)                           |
| ---- | ------------------- | -------- | ------- | ------------------------------------------------- |
| 2010 | "Shout Out"         | Lucifer  | SHINee  | JQ, Misfit, Onew, Kim Jong-hyun, Key, Choi Min-ho |
| 2016 | "Soldier"           | Press It | Taemin  | —                                                 |
| 2016 | "Press Your Number" | Press It | Taemin  | Tenzo and Tasco                                   |